# 小行星6181
小行星6181（6181 Bobweber）是一颗绕太阳运转的小行星，为主小行星带小行星。该小行星于1986年9月19日发现。

## 轨道参数
小行星6181的轨道半长轴为363 661 488 km，2.4308923 UA，离心率为0.238。